# Auxósporo

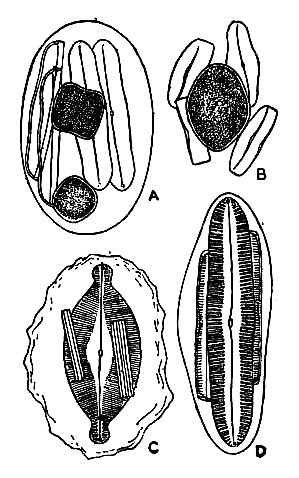
Formação de auxósporos. A. Navicula limosa. B. Achnanthes flexella. C. Navicula amphisbaena. D. Navicula viridis.

Em certas espécies de diatomáceas, os auxósporos são células especializadas que são produzidas em estágios-chave no seu ciclo de vida. Os auxósporos desempenham tipicamente um papel nos processos de crescimento, reprodução sexual ou dormência.
Os auxósporos estão envolvidos no reestabelecimento do tamanho normal das diatomáceas, isto porque a divisão celular mitótica levam-nas a diminuir o seu tamanho. Isto ocorre porque cada célula-filha produzida por divisão celular herda uma das duas valvas que fazem parte da frústula (parede celular silicada), produzindo então uma valva mais pequena encaixada. Como consequência, cada divisão celular diminui o tamanho médio das células de diatomáceas dentro de uma população. Quando o seu tamanho se torna demasiado pequeno, a célula que se está a dividir produz um auxósporo de forma a que possa expandir o tamanho de volta ao normal para as células vegetativas.
Os auxósporos também desempenham um papel na reprodução sexual nas diatomáceas, podendo ser formadas após a fusão de gâmetas haplóides com vista à formação de um zigoto diplóide.
Finalmente, os auxósporos podem ser produzidos pelas diatomáceas com vista a agirem como um estágio dormente. São usados para sobreviver períodos de tempo em que existem condições desfavoráveis ao crescimento, como o Inverno ou quando os nutrientes são escassos.